# Branca Nunes de Lara
Branca Nunes de Lara, também conhecida como Branca de La Cerda e Lara (em castelhano:  Blanca Núñez de Lara; 1311 — 1347) foi senhora de Vilhena, Escalona e Peñafiel como a terceira esposa do infante D. João Manuel de Castela.

## Família
Branca foi a filha primogênita de Fernando de La Cerda e de Joana Nunes de Lara. Seus avós paternos eram o infante de Castela, Fernando de La Cerda, e a princesa Branca de França. Seus avós maternos eram João Nunes I de Lara e Teresa Dias II de Haro, senhora de Biscaia.
Branca teve três irmãos mais novos: João Nunes III de Lara, senhor de Biscaia, marido de Maria Dias II de Haro; Margarida, monja do Mosteiro de Caleruega, e Maria, condessa de Étampes como esposa de Carlos de Évreux, e depois condessa de Alençon como esposa de Carlos II de Alençon.

## Biografia
Em janeiro de 1329, D. Branca casou-se com o infante D. João Manuel, filho de Manuel de Castela e de Beatriz de Saboia, em Lerma, atualmente em Castela e Leão.
A primeira esposa de João Manuel foi Isabel de Maiorca, mas eles não tiveram filhos. Depois, foi marido de Constança de Aragão, com quem teve filhos, incluindo Constança Manuel, consorte do rei Afonso XI de Castela.
D. Branca faleceu em 1347, com cerca de 36 anos de idade. O seu local de enterro é desconhecido.
Já o seu viúvo morreu algum tempo depois, em 13 de junho de 1348, sem ter contraído matrimônio pela quarta vez.

## Descendência
O casal teve a seguinte descendência:
- Fernando Manuel (1332 - 1350),[3] senhor de Escalona, Peñafiel e primeiro duque de Villena, casado com Joana de Ampurias, filha de Ramón Berenguer, conde de Ampurias,[4] filho de Jaime II de Aragão;
- Joana Manuel (1339 - 27 de março de 1381), rainha de Castela como esposa de Henrique II de Castela. Teve descendência.